# Waschhaus (Villeroy-sur-Méholle)

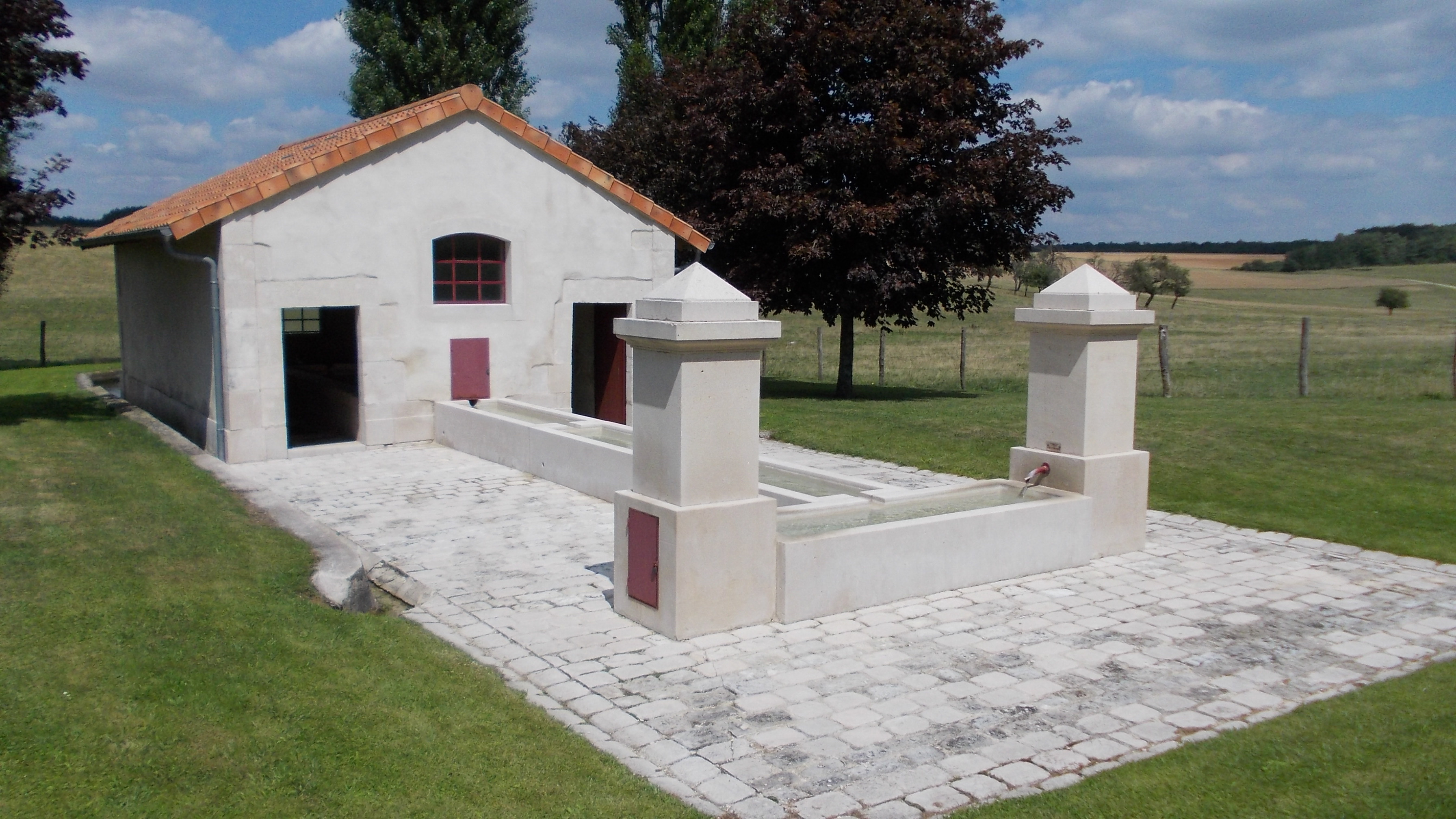
Waschhaus in Villeroy-sur-Méholle

Das Waschhaus (französisch lavoir) in Villeroy-sur-Méholle, einer französischen Gemeinde im Département Meuse in der Region Grand Est, wurde 1840 errichtet. 
Das öffentliche Waschhaus besteht aus verputztem Bruchsteinmauerwerk mit Eckquaderung und einem Satteldach. Vor dem Waschhaus steht eine Brunnenanlage mit Zufluss zum Becken im Gebäude, die auch als Viehtränke genutzt wurde.